# セヴァストポリ包囲戦 (1854年-1855年)
セヴァストポリ包囲戦（セヴァストポリこういせん、英: Siege of Sevastopol、露: Оборона Севастополя）は、クリミア戦争中の戦いの一つ。ロシア黒海艦隊が立てこもるセヴァストポリをイギリス・フランス・トルコ連合軍が攻撃した。
セヴァストポリは黒海艦隊の根拠地であったため高度に要塞化されていたことやロシア側の補給を絶つことができなかったこと、さらにロシア側が黒海艦隊の艦艇の艦砲を要塞防衛に転用し水兵も要塞防衛に利用したために、戦いはほぼ1年にわたって続いた。戦病者も含め両軍で20万人以上の死者を出した後、連合軍の突撃によって要塞は陥落。ロシア軍はセヴァストポリから撤退して黒海艦隊は無力化し、連合軍が黒海の制海権を得た。
レフ・トルストイは士官候補生としてこの戦いに参加しており、この時の経験を元に『セヴァストポリ物語』を書いた。